# Adam Forkelid
Adam Forkelid (* 6. September 1979) ist ein schwedischer Jazzmusiker (Piano, Komposition).

## Wirken
Forkelid leitet eine Reihe von Gruppen, in denen er seine eigenen Kompositionen interpretiert. Dazu gehören das Trio Lekverk, das Quartett Pace, das elektroakustische Quintett Soundscape Orchestra, das brasilianisch angehauchte Nórdico und das Adam Forkelid Trio/Quartett. Er hat mit vielen bekannten schwedischen Jazzmusikern gespielt und Aufnahmen gemacht, etwa mit den Bläsern Karl-Martin Almquist, Magnus Lindgren, Peter Asplund, Jan Allan und Karin Hammar, dem Schlagzeuger Magnus Öström und Vokalisten wie Rigmor Gustafsson, Sarah Riedel, Victoria Tolstoy und Christina Gustafsson. Er ist mit der Saxophonistin Elin Larsson verheiratet, mit der er auch im Quartett Pace spielt.
Ab 2012 war Forkelid für einige Jahre Mitglied der Norrbotten Big Band, mit der er an Produktionen mit Maria Schneider, Tim Hagans, Angélique Kidjo, Anne Mette Iversen, Marilyn Mazur und E. J. Strickland beteiligt war. Aktuell lehrt er auch Jazzpiano an der Königlichen Musikhochschule Stockholm.
Forkelid wurde sowohl für sein Spiel als auch für seine Kompositionen mit Jazzpreisen und Stipendien ausgezeichnet, so von Fasching, Bert Levins Foundation, STIM und SKAP.

## Diskographische Hinweise
- 1st Movement (Prophone 2021, mit Carl Mörner Ringström, Niklas Fernqvist, Daniel Fredriksson)
- Adam Forkelid, Georg Riedel, Jon Fält: Reminiscence (Moserobie 2018)[6]
- Lekverk: Everyday (Parallell 2010, mit Putte Johander, Jon Fält)
- Cirkel (Apart Records 2005, mit Joakim Milder, Pär-Ola Landin, Jon Fält)